# Progebiophilus upogebiae
Progebiophilus upogebiae är en kräftdjursart som först beskrevs av Hay 1917.  Progebiophilus upogebiae ingår i släktet Progebiophilus och familjen Bopyridae.
Artens utbredningsområde är Mexikanska golfen. Inga underarter finns listade i Catalogue of Life.